# Ruth Orkin
Ruth Orkin est une photographe américaine, née le 3 septembre 1921 à Boston dans l'État du Massachusetts et morte le 16 janvier 1985 à New York.
Surtout connue pour son cliché American Girl in Italy (1951), elle photographie de nombreuses célébrités et personnalités, dont Lauren Bacall, Doris Day, Ava Gardner, Tennessee Williams, Marlon Brando et Alfred Hitchcock.
Elle a également coécrit, coréalisé et monté deux longs métrages : Le Petit Fugitif (1953) et Lovers and Lollipops (1955).

## Biographie
Ruth Orkin nait le 3 septembre 1921 à Boston, dans le Massachusetts, de Mary Ruby et Samuel Orkin. Ruth grandit à Hollywood, en raison de la carrière d'actrice de films muets de sa mère. En 1931, elle reçoit son premier appareil photo, un Univex à 39 cents, et commence rapidement à expérimenter en prenant des photos de ses amis et de ses professeurs à l'école. À l'âge de 17 ans, elle décide de traverser l'Amérique à vélo, en commençant par Los Angeles et en terminant à New York pour l'exposition universelle de 1939. Elle effectue le voyage en trois semaines, en prenant des photos tout au long du parcours,.
En 1940, elle suit brièvement des cours de photojournalisme au Los Angeles City College, avant de devenir la première coursière des studios MGM en 1941, car elle souhaite devenir directrice de la photographie. Elle quitte ce poste après avoir découvert les pratiques discriminatoires du syndicat, qui n'autorise pas les femmes à y adhérer,. Elle rejoint le Women's Army Corps pendant la Seconde Guerre mondiale, en 1941, dans l'espoir d'acquérir des compétences cinématographiques, comme le promettent les publicités vantant les mérites du groupe. Cette tentative ne porte pas ses fruits et elle est libérée en 1943 sans avoir suivi de formation cinématographique.
En 1943, Orkin s'installe à New York pour poursuivre une carrière de photojournaliste indépendante. Elle commence à travailler comme photographe de boîte de nuit. En 1947, elle photographie Leonard Bernstein pour le New York Times. Peu de temps après, sa carrière de photographe indépendante prend de l'ampleur : elle voyage à l'étranger pour des missions et publie des photographies pour Life, Look, Ladies' Home Journal et d'autres journaux. On attribue à Orkin le mérite d'avoir percé dans un domaine essentiellement masculin.
L'image la plus célèbre d'Orkin est American Girl in Italy (1951). Le sujet de cette photographie devenue iconique est Ninalee Craig (en) (connue à l'époque sous le nom de Jinx Allen), âgée de 23 ans. La photographie fait partie d'une série intitulée à l'origine Don't Be Afraid to Travel Alone. L'image représente Craig sous les traits d'une jeune femme passant avec assurance devant un groupe d'hommes italiens qui lorgnaient à Florence. Dans des articles récents sur le couple, Craig affirme que l'image n'a pas été mise en scène et qu'il s'agit d'une des nombreuses photos prises tout au long de la journée, dans le but de montrer le plaisir de voyager seul,.
En 1952, Orkin épouse le photographe, cinéaste et membre de la Photo League Morris Engel. Orkin et Engel collaborent sur deux grands films indépendants, Le Petit Fugitif (1953) et Lovers and Lollipops (1955). Après le succès de ces deux films, Orkin revient à la photographie, prenant des clichés en couleur de Central Park vu à travers la fenêtre de son appartement. Les photographies qui en résultent sont rassemblées dans deux livres, A World Through My Window (1978) et More Pictures from My Window (1983).
Elle et son mari Morris Engel ont deux enfants : Andy et Mary Engel. Après une longue bataille privée contre le cancer, Orkin meurt de cette maladie dans son appartement de New York le 16 janvier 1985.

## Œuvres
- The World Through My Window, Harper and Row, 1978  (ISBN 9780060132934)
- A Photo Journal: Ruth Orkin, The Viking Press, 1981  (ISBN 9780670552528)
- More Pictures from My Window, Rizzoli, 1983  (ISBN 9780847804764)

## Collections
- Metropolitan Museum of Art[16]
- Minneapolis Institute of Art[17]
- Smithsonian American Art Museum[18]
- Art Institute Chicago[19]
- MOMA[20]

## Expositions

### Expositions personnelles
- 2012 : Ruth Orkin. Retrospective, The Lumiere Brothers Center for Photography (en), Moscou
- 2023 : Bike Trip, USA, 1939, Fondation Henri-Cartier-Bresson, Paris
- 2024-2025 : Ruth Orkin - The illusion of time,  Kulturhuset Stadsteatern, Suède[21]

### Expositions collectives
- The New-York school show – Les photographes de l'École de New York 1935-1965, du 7 octobre 2020 au 10 janvier 2021, Pavillon populaire, Montpellier

## Filmographie
- 1953 : Le Petit Fugitif (Little Fugitive) - monteuse, coréalisatrice, coscénariste[22]
- 1955 : Lovers and Lollipops - monteuse, coproductrice, coréalisatrice, coscénariste[23]